# Aubrey Jones
Aubrey Jones PC (* 20. November 1911 in Merthyr Tydfil, Wales; † 10. April 2003) war ein britischer Politiker der Conservative Party, der zwischen 1950 und 1965 Mitglied des House of Commons, 1955 bis 1957 Minister für Brennstoffe und Energie sowie zwischen 1957 und 1959 Versorgungsminister war. Später fungierte er als Vorsitzender des Preis- und Lohnausschusses PIB.

## Leben

### Studium, Journalist und Zweiter Weltkrieg
Jones war der Sohn des walisischen Bergmanns Evan Jones, der nach der Diagnose von Silikose in einem Stahlwerk von GKN arbeitete, sowie der Lehrerin Margaret Aubrey Jones. Nach dem Besuch der Cyfartha Castle Secondary School begann er ein Studium der Wirtschaftswissenschaften an der London School of Economics (LSE). Zu seinen Professoren gehörten Lionel Robbins, Hugh Dalton und insbesondere Harold Laski. 1933 schloss er sein Studium mit Auszeichnung ab und gewann neben dem Gladstone-Preis auch ein Gerstenberg-Stipendium. Anschließend begann er eine berufliche Tätigkeit bei der Internationalen Arbeitsorganisation (ILO) in Genf, ehe er als Korrespondent für die Tageszeitung The Times in Rom, Paris und Berlin arbeitete.
Aufgrund dieser beruflichen Erfahrungen trat Jones bei Ausbruch des Zweiten Weltkrieges seinen Militärdienst im Militärischen Nachrichtendienst an und fand Verwendung bei der Eighth Army im Mittelmeerraum. Während dieser Zeit prägte sich seine politische Zuneigung zur Conservative Party, als er in Sizilien eine vielbeachtete Denkschrift mit dem Titel Right and Left verfasste. Darin schlussfolgerte er, dass „Autoren der Linken das Hirn und Herz von England verderben würden“. Zuletzt wurde er zum Hauptmann befördert.

### Unterhausabgeordneter
Bei den Wahlen vom 5. Juli 1945 kandidierte Jones für die konservativen Tories im Wahlkreis South-East Essex ohne Erfolg für ein Mandat im House of Commons. Bei einer Nachwahl (By-election) am 21. Februar 1946 im Wahlkreis Heywood and Radcliffe unterlag er mit nur 452 Stimmen Unterschied dem Kandidaten der Labour Party, Anthony Greenwood. Während Greenwood 22.238 Stimmen (50,5 Prozent) erzielte, fielen auf ihn 21.786 Wählerstimmen (49,5 Prozent).
Nach seinem Ausscheiden aus dem Militärdienst kehrte Jones zunächst zu The Times zurück, ehe er 1949 zum Unternehmerverband der Stahlindustrie BISF (British Iron and Steel Federation) wechselte, wo er Assistent von dessen Direktor Andrew Rae Duncan wurde. Während dieser Zeit kam es zu ersten Gesetzentwürfen zur Verstaatlichung der Stahlindustrie durch das Kabinett Attlee I, gegen die sich die British Iron and Steel Federation zur Wehr setzte.
Bei den Unterhauswahlen vom 23. Februar 1950 wurde Jones für die Conservativ Party schließlich erstmals zum Mitglied des Unterhauses gewählt, in dem er bis zum 19. März 1965 den Wahlkreis Birmingham Hall Green vertrat. Bei seiner ersten Wahl konnte er sich mit einer deutlichen Mehrheit von 3.853 Stimmen gegen seinen Gegenkandidaten von der Labour Party durchsetzen. Trotz seiner Wahl zum Abgeordneten blieb er auch Vollzeitbeschäftigter bei der BISF.

### Juniorminister
Nachdem Winston Churchill nach den Unterhauswahlen vom 25. Februar 1951 erneut Premierminister wurde und sein drittes Kabinett bildet, wurde Jones zunächst bei der Vergabe von Regierungsämtern übergangen und blieb zunächst Mitarbeiter der BISF. Einige Zeit später wurde er jedoch Parlamentarischer Privatsekretär des damaligen Wirtschaftsministers Arthur Salter. Daneben war er aktives Mitglied des Hinterbänkler-Ausschusses seines Partei für Treibstoffe und Energie und gehörte zu den beständigen Kritikern des Ministers für Brennstoffe und Energie, Geoffrey Lloyd, der ihn andererseits gefördert hatte. Das Amt des Parlamentarischen Privatsekretärs von Minister Salter verlor er jedoch nach der Abschaffung des Amtes am 24. November 1952.

### Minister für Treibstoffe und Energie sowie Beschaffungsminister
Nach den Unterhauswahlen vom 26. Mai 1955 wurde Jones vom neuen Premierminister Anthony Eden bei der Bildung von dessen Kabinett übergangen. Daher übernahm er die Funktion als Generaldirektor der British Iron and Steel Federation. Allerdings wurde er bei der umfangreichen Regierungsumbildung vom 20. Dezember 1955 als Nachfolger des nunmehr stärker in die Kritik geratenen Geoffrey Lloyd selbst Minister für Brennstoffe und Energie (Ministers of Fuel and Power). Er wurde dadurch zwar nicht Kabinettsminister, aber zumindest Mitglied des Privy Council. Damit war er verantwortlich für die drei großen verstaatlichten Industriezweige Kohle, Elektrizität und Gas. Die von ihm eingeleitete Belebung der Energieverwaltung war unstrittig. Innerhalb von elf Monaten stimmte er einer öffentlichen Untersuchung zur Ansiedlung eines Kernkraftwerkes in Bradwell in Essex zu. Er förderte nach eigenhändiger Prüfung des Inspektionsberichtes den Bau des Kernkraftwerkes, der am 1. Januar 1957 begann. Zum anderen war seine Amtszeit als Minister von der Sueskrise geprägt. Aufgrund der Verknappung der Öllieferungen um ein Drittel durch die Verstaatlichung des Sueskanals führte er zunächst eine freiwillige sowie ab dem 17. Dezember 1957 eine verpflichtende Rationierung von Benzin ein.
Nach dem Amtsantritt von Harold Macmillan am 9. Januar 1957 wurde Jones zum Minister für Beschaffung (Minister of Supply) ernannt. In dieser Funktion war er verantwortlich für die Überwachung der nationalen Rüstungsunternehmen, das britische Wasserstoffbomben-Testprogramm und die umstrittene Teststation für chemische Kriegsführung des Defence Science and Technology Laboratory in Porton Down in der Salisbury Plain. Er übernahm ferner die Verantwortung für die britische Luftfahrtindustrie, nachdem festgestellt wurde, dass weltweit kein Interesse an deren Produkten bestand. Aufgrund des Rückgangs von militärischen Bestellungen trat er für eine schlankere Industrie mit weniger Produkten ein, was jedoch zu Kritik im Unter- und Oberhaus des Parlaments führte. Des Weiteren sah er voraus, dass zahlreiche der bevorzugten Projekte der Industrie wie das BAC TSR.2-Flugzeug schließlich eingestellt wurden.
Am 23. Oktober 1957 entging er nur knapp einem Flugzeugabsturz. Eine Vickers Viscount der British European Airways (BEA) sollte ihn nach der Besichtigung einer Fabrikerweiterung auf dem Flughafen RAF Nutts Corner in Belfast abholen. Dabei stürzte die Maschine jedoch ab und alle sieben Besatzungsmitglieder kamen ums Leben.
Aufgrund der abnehmenden Zuständigkeit des Beschaffungsministeriums trat Jones für eine Eingliederung in ein Technologieministerium an, was allerdings von Verteidigungsminister Duncan Sandys abgelehnt wurde, ehe die erste Regierung Wilson 1964 ein derartiges Ministerium schuf. Die Kritik von Medien und Hinterbänklern an der glanzlosen Exportkampagne der britischen Luftfahrtindustrie trübte sein Verhältnis zu Premierminister Macmillan. Dieser maßregelte Jones im Juni 1959 in einem öffentlichen Treffen. Nach dem Erfolg der Conservative Party bei den Unterhauswahlen vom 8. Oktober 1959 verlor Jones sein Ministeramt, nachdem Premierminister Macmillan das Beschaffungsministerium auflöste und Duncan Sandys zum Luftfahrtminister ernannte.

### Hinterbänkler und Wirtschaftsmanager
Einen Wechsel in ein anderes Ministeramt lehnte Jones ab und saß fortan als Hinterbänkler im Unterhaus, wo er sich mit Fragen der Europapolitik, dem Mangel an Wirtschaftsplanung und der Überflüssigkeit der britischen nuklearen Abschreckungsmittel befasste. In der Frage der Einwanderungsreduzierung enthielt er sich. Zwischenzeitlich hatte er nach seinem Ausscheiden aus der Regierung Funktionen in der Wirtschaft übernommen und wurde 1960 Vorstandsmitglied des Textil- und Chemikalienunternehmens Courtaulds sowie des Metallindustrieunternehmens GKN.
Im November 1962 fordere er öffentlich den Rücktritt von Macmillan. Nachdem Premierminister Macmillan tatsächlich knapp ein Jahr später am 12. Oktober 1963 im Zuge der Profumo-Affäre zurücktrat, hoffte Jones auf eine Wiederberufung in ein Ministeramt durch dessen Nachfolger Alec Douglas-Home. Dazu kam es aber nicht, da zu viele Parteifreunde dies ablehnten. Kurz darauf boykottierte er zusammen mit Edward Boyle ein Parteitreffen der Konservativen in Birmingham, auf dem eine härtere Einwanderungspolitik für die Unterhauswahlen am 15. Oktober 1964 beschlossen wurden. 1964 wurde er Vorstandsvorsitzender von Staveley Industries. Aufgrund seiner Erfahrungen wurde er 1965 von der Labour-Regierung zum Mitglied des nach Edwin Plowden, Baron Plowden benannten Komitees zur Untersuchung der Zukunft der Luftfahrtindustrie benannt.

### Vorsitzender des PIB
Im Frühjahr 1965 wurde Jones überraschend von Premierminister Harold Wilson und Wirtschaftsminister George Brown zum Vorsitzenden des von Wilson eingerichteten Preis- und Lohnausschusses PIB (Prices and Incomes Board) berufen. Er legte daraufhin sein Unterhausmandat und die Vorstandsfunktionen in der Industrie nieder und erhielt stattdessen ein Gehalt von 15.000 Pfund Sterling. Als Vorsitzender des PIB gelang es ihm jedoch nicht, Lohn- und Preiseanstiege einzugrenzen. Letztlich ordnete Wilson innerhalb von 18 Monaten eine Einfrierung der Löhne und Preise. Andererseits überstand der PIB die sonstigen Regierungsmechanismen der Labour Party zur Steuerung und Modernisierung der Wirtschaft, namentlich den Nationalplan von Wirtschaftsminister Brown.
Seine Hauptaufgabe lag darin, die Rechtfertigung für Lohnerhöhungen abzuschätzen. Nach Jahrzehnten moderater Anpassungen kam es zu Lohnerhöhungen von 10 Prozent, was eine drohende Preiserhöhung nach sich zog. Innerhalb von 44 Tagen legte er den ersten Bericht des PIB vor. Dieser führten zu einem Streit mit der Straßentransportindustrie, da die Frage aufgeworfen wurde, ob eine Erhöhung der Beförderungstarife vollends gerechtfertigt sei. Die Gewerkschaften waren überzeugt davon, dass der Preis- und Lohnausschuss gegen sie war. Anfang 1966 konnte ein Streik bei den Eisenbahnen gerade noch verhindert werden, nachdem der PIB neue Arbeitspraktiken gefordert hatte.
Als die wirtschaftliche Belastung anstieg, ordnete Wilson im August 1966 eine sechsmonatige Einfrierung der Löhne und Preise an. Dadurch wuchs die Macht des PIB zunächst an. Die Gewerkschaften waren aber irritiert über die Angriffe von Jones auf die Überstundenpraxis. Nach einem weiteren halben Jahr empfindlicher Zurückhaltung wurde der Einfluss der Regierung darauf beschränkt, Lohnerhöhungen für maximal sechs Monate auszusetzen. Im Juli 1968 wurde ein Gesetz verabschiedet, das unerlaubte Arbeitsverhältnisse bestrafte, aber die Gewerkschaften stärkte. Letztlich lief der Zwangsapparat Ende 1969 aus und führte zu einer Reihe von Streiks.
Nach der Abwertung des Pfund im Dezember 1967 verärgerte Jones Minister und die Märkte, in dem er eine zweite Währungsabwertung forderte, falls die aus der ersten Abwertung erhofften Vorteile nicht ausreichen würden. Im darauf folgenden Sommer 1968 war er Gast-Lecturer an der University of California, Berkeley. Er war der Ansicht, dass er Anforderungen verändern müsse und dass der PIB weiterhin Bestand haben sollte, trotz der wachsenden Streitigkeiten mit der Monopolkommission. Als die Labour Party vor den Unterhauswahlen am 18. Juni 1970 beabsichtigte, den Preis- und Lohnausschuss mit der Monopolkommission zu vereinigen, stimmte Jones zu, den Vorsitz über die zusammengeschlossene Organisation zu übernehmen.
Die Unterhauswahlen am 18. Juni 1970 wurden jedoch von der Conservative Party gewonnen, die einen derartigen Apparat für die Preiskontrolle ablehnte. Wenngleich Jones seine Bereitschaft zur Zusammenarbeit mit der neuen Regierung unter Premierminister Edward Heath erklärte, wurde er im November 1970 vom Premierminister entlassen.

### Rückkehr in die Wirtschaft und Kandidatur für die Liberal Party
Anschließend kehrte Jones in die Wirtschaft zurück und wurde Vorstandsvorsitzender von Laporte Industries. Weiterhin war er Vorstandsmitglied des Busunternehmens Thomas Tilling, des Werkzeugherstellers Stanley Black & Decker sowie des zu Allianz gehörenden Versicherungsunternehmens Cornhill Insurance, dessen Vorstandsvorsitzender er zwölf Jahre lang war. Daneben war er als Berater und Schlichter bei Investitionsstreitigkeiten tätig.
1973 veröffentlichte Jones The New Inflation. Darin stellte er heraus, dass eine ständige Preis- und Lohnpolitik für das Überleben einer Demokratie erforderlich sei. Nach mehr als 35-jähriger Mitgliedschaft trat er 1980 aus der Conservative Party aus. Anders als sein früherer Nachbar in Birmingham Roy Jenkins, der aus der Labour Party ausgetreten war und die Social Democratic Party gründete, gründete er jedoch keine neue Partei, sondern trat der Liberal Party bei.
Bei den Unterhauswahlen vom 9. Juni 1983 kandidierte Jones im Wahlkreis Sutton Coldfield für die Liberal Party für ein Mandat im House of Commons. Dabei unterlag er jedoch deutlich dem Wahlkreisinhaber der Conservative Party, Norman Fowler. Während auf diesen 31.753 Stimmen (65,4 Prozent) fielen, erreichte er nur 12.769 Wählerstimmen (26,3 Prozent). Er hatte im Wahlkampf mit 1.072 Pfund Sterling landesweit die höchsten persönlichen Wahlkampfausgaben aller Kandidaten.
Aus seiner 1948 geschlossenen Ehe mit Joan Godfrey-Isaacs gingen zwei Söhne hervor.